# O Soundtrack My Heart
Albums de PVT
Make Me Love You Church With No Magic
Singles
1. In the Blood
Sortie : 19 mai 2008
2. O Soundtrack My Heart
Sortie : 1er octobre 2008

O Soundtrack My Heart (littéralement « Ô bande son mon cœur » en anglais) est le deuxième album du groupe de math rock australien PVT (« Pivot » à l'époque), le premier sur le label Warp Records,. Il est sorti le 9 août 2008 en Australie et le 18 août au Royaume-Uni et en Europe ; c'est leur première sortie internationale. O Soundtrack My Heart est aussi le titre de la troisième piste de l'album.
L'album a été enregistré par PVT à Sydney et Londres courant 2006, mixé par John McEntire (Tortoise, The Sea and Cake) en mai 2007 et masterisé par Noel Sommerville (Interpol, White Stripes).
Deux titres de cet album ont des vidéos officielles. La vidéo officielle de In the Blood, réalisée et produite par Alexander Orlando Smith (ou, plus couramment, Alex Smith)  – ayant aussi travaillé pour Coldplay et The Futureheads –, en association avec Warp Records, sort en mai 2008, comme le maxi et le single du même nom. Elle représente l'attaque gore des passagers d'une barque par un requin, les personnages étant des marionnettes, et les marionnettistes étant clairement visibles. La vidéo officielle de O Soundtrack My Heart est un enregistrement de la performance du groupe au festival La Route du Rock de Saint-Malo, tourné le 15 août 2008.

## Pistes
1. October - 1:52
2. In The Blood - 4:34
3. O Soundtrack My Heart - 5:40
4. Fool In Rain - 3:08
5. Sing You Sinners - 3:38
6. Sweet Memory - 5:47
7. Love Like I - 4:54
8. Didn't I Furious - 3:30
9. Epsilon - 6:30
10. Nothing Hurts Machine - 4:58
11. My Heart Like Marching Band - 3:43
12. Epsilon Beta - 7:11 (bonus édition japonaise)
13. Blood Red Rise Dawn - 5:11 (bonus édition japonaise)